# Sphodromerus starcki
Sphodromerus starcki är en insektsart som beskrevs av Carl Otto Harz 1985. Sphodromerus starcki ingår i släktet Sphodromerus och familjen gräshoppor. Inga underarter finns listade i Catalogue of Life.